# パロマ瑞穂アリーナ
パロマ瑞穂アリーナ（パロマ みずほアリーナ）は、愛知県名古屋市瑞穂区瑞穂公園内に2021年（令和3年）6月に開設された体育館。

## 概要
名古屋市の条例上の正式名称は「名古屋市瑞穂公園体育館」（なごやし みずほこうえん たいいくかん）。名古屋市が土地を所有し、公益財団法人・名古屋市スポーツ教育協会が指定管理者として運営している。また、同区に本社を置く、ガス機器製造・販売メーカーの「株式会社パロマ」と命名権契約を結んでいる。
同施設は、名古屋市瑞穂公園陸上競技場の補助施設の一つであった「田辺陸上競技場」（日本陸上競技連盟非公認。クレイトラック）の敷地を再開発し、2026年（令和8年）に愛知県で開催される予定の「アジア競技大会」の競技会場予定地の一つとして建設された。

## 施設構成

### 競技場概要
- 敷地面積：8800㎡
- 延べ床面積：9490㎡
- 建築面積：4422㎡
- 1階：第2競技場、第3競技場
- 2階：第1競技場、会議室、第2競技場の吹き抜け
- 3階：第1競技場の吹き抜け

### 第1競技場
- 面積：1620㎡（45m×36m）
- 収容人員：1144席+車いす席14席
- 対応種目：ハンドボール（1面）、テニス、バスケットボール、バレーボール9人制、ドッヂボール各2面、バレーボール6人制3面、卓球12面、バドミントン、インディアカ各10面など

### 第2競技場
- 面積：805㎡（35m×23m）
- 収容人員：100席
- 対応種目：テニス、バスケットボール、バレーボール9人制、ドッヂボール各1面、バレーボール6人制、柔道、剣道、空手、なぎなた各2面、卓球6面、バドミントン、インディアカ各4面

### 第3競技場
- 面積：510㎡
- 収容人員：100席
- 対応種目：卓球5面、柔道、剣道、空手、なぎなた各2面

### 会議室・駐車場
- 第1会議室：40㎡（20人収容）
- 第2会議室：40㎡（15人収容）
- 第3会議室：20㎡（8人収容）
- 駐車場：100台（他の施設との共用）